# Шараф ад-Дін ат-Тусі
Шараф ад-Дін ат-Тусі (1135-1213) — перський математик та астроном. Народився в Тусі, працював у Хамадані в епоху Золотого віку ісламу. Вчитель Камал ад-Діна ібн Юніса.
Ймовірно, Шараф ад-Дін ат-Тусі народився в Тусі (Іран) . Про його життя відомо небагато, крім того, що можна знайти в біографіях інших вчених  і того, що більшість математиків сьогодні можуть простежити свій родовід від нього.
Близько 1165 року він переїхав до Дамаска і викладав там математику. Потім він прожив три роки в Алеппо, перш ніж переїхати до Мосула, де зустрів свого найвідомішого учня Камаля ад-Діна ібн Юнуса (1156—1242). Цей Камаль ад-Дін пізніше став учителем іншого відомого математика з Туса, Насір ад-Діна ат-Тусі .
За словами Ібн Абі Усаібіа, Шараф ад-Дін був «видатним у геометрії та математичних науках, не маючи рівних у свій час».

## Математика
Вважається, що Ат-Тусі запропонував ідею функції, однак, оскільки його підхід не був дуже чітким, перехід Алгебри до динамічної функції був зроблений через 5 століть після нього Готфрідом Лейбніцем.  Шараф ад-Дін використав те, що пізніше буде відоме як " метод Руффіні — Горнера " для чисельного наближення кореня кубічного рівняння . Він також розробив новий метод для визначення умов, за яких певні типи кубічних рівнянь матимуть два, один або жодних розв'язків.  Рівняння, про які йде мова, можна записати, використовуючи сучасні позначення, у формі   f (x) = c , де  f (x)   — кубічний поліном, у якому коефіцієнт при кубічному члені   x 3   дорівнює   −1 , а   c   додатне. Мусульманські математики того часу розділили потенційно розв'язні випадки цих рівнянь на п'ять різних типів, визначених знаками інших коефіцієнтів   f (x) .Для кожного з цих п'яти типів ад-Тусі записав вираз   m   для точки, де функція   f (x)   досягла свого максимуму, і дав геометричний доказ того, що   f(x) < f (m)   для будь-якого позитивного   x   , відмінного від   m . Потім він дійшов висновку, що рівняння матиме два розв'язки, якщо   c < f (m), один розв'язок, якщо   c = f (m), або жодного, якщо   f (m) < c .
Ад-Тусі не вказав, як він відкрив вирази   m   для максимумів функцій   f (x) .  Деякі вчені дійшли висновку, що аль-Тусі отримав свої вирази для цих максимумів, «систематично» взявши похідну функції   f (x) і встановивши її рівною нулю.  Однак цей висновок був оскаржений іншими, які вказували на те, що ат-Тусі ніде не записав вираз для похідної, і запропонували інші вірогідні методи, за допомогою яких він міг би виявити свої вирази для максимумів.
Величини   D = f (m) − c   , які можна отримати з умов ат-Тусі для чисел коренів кубічних рівнянь шляхом віднімання однієї частини цих умов від іншої, сьогодні називають дискримінантом кубічних поліномів, отриманих відніманням одного сторони відповідних кубічних рівнянь від іншої. Хоча ат-Тусі завжди записує ці умови у формах   c < f (m) ,   c = f (m) або   f (m) < c , а не відповідні форми   D > 0 ,   D = 0 або   D < 0 ,  Тим не менше Рошді Рашед вважає, що його відкриття цих умов продемонструвало розуміння важливості дискримінанта для дослідження розв'язків кубічних рівнянь.
Шараф ад-Дін проаналізував рівняння x 3 + d = b ⋅ x 2 у формі x 2 ⋅ (b — x) = d , заявивши, що ліва частина повинна принаймні дорівнювати значенню d , щоб рівняння мало рішення. Потім він визначив максимальне значення цього виразу. Значення менше d означає відсутність позитивного рішення; значення, що дорівнює d, відповідає одному розв'язку, тоді як значення, більше d, відповідає двом розв'язкам. Аналіз цього рівняння, зроблений Шарафом ад-Діном, був помітним досягненням у Ісламській математиці, але його робота не знайшла подальшого розвитку в той час ні в мусульманському світі, ні в Європі.
Рошді Рашед описав «Трактат про рівняння» Шарафа ад-Діна ат-Тусі як початок алгебраїчної геометрії .  Це було піддано критиці Джеффрі Оуксом, який стверджував, що Ат-Тусі не вивчав криві за допомогою рівнянь, а скоріше рівняння за допомогою кривих (так само, як аль-Хайям робив до нього), і що дослідження кривих за допомогою Рівняння виникло у Декарта в сімнадцятому столітті.

## Астрономія
Шараф ад-Дін винайшов лінійну астролябію, яку іноді називають «посохом Тусі». Хоча його було легше побудувати і він був відомий в Аль-Андалусі, він не набув великої популярності.

## Відзнаки
Астероїд головного поясу 7058 Al-Ṭūsī , відкритий Генрі Е. Холтом в Паломарській обсерваторії в 1990 році, був названий на його честь.